# Riga Speedway Club
Riga Speedway Club – łotewski klub żużlowy z Rygi.

## Historia

### Przed powstaniem klubu
Początek ryskiego, jak i łotewskiego żużla datuje się na 1958 rok, kiedy to z inicjatywy Władimira Karniejewa, działacza federacji motocyklowej Rosyjskiej FSRR, zorganizowano pierwsze zawody żużlowe w Związku Radzieckim. Odbyły się one w dniach 10–12 czerwca 1958 roku na moskiewskim Stadionie Łużniki. W gronie motocyklistów zaproszonych na te zawody znalazło się dwóch motocyklistów z Rygi: Edmunds Krūze i Egīls Jansons. Po trzech dniach zawodów indywidualnych lepiej wypadł Krūze, zajmując w klasyfikacji 8. miejsce. W tym samym roku, w dniach 1–2 sierpnia na stadionie Łużniki odbył się turniej o "Wielką nagrodę centralnego stadionu im. W. I. Lenina". Oprócz Krūzego i Jansonsa, wziął w nich udział trzeci przedstawiciel Rygi, Viktors Tjaguņenko. Ryżanie osiągnęli w zawodach dobre wyniki, do finałowej gonitwy dostało się dwoje z nich: Krūze i Jansons, zajmując odpowiednio 3 i 4. miejsce, za zwycięzcą zawodów Borisem Samorodowem i Wiktorem Kuzniecowem. W końcowej klasyfikacji tych zawodów Krūze zajął 3. miejsce ex aequo z ufimcem Nikołajem Czernowem, Jansons był 5., zaś Tjaguņenko wywalczył 7. lokatę ex aequo z W. Simonowem reprezentującym obwód moskiewski. Kolejnego dnia, 3 sierpnia 1958 roku, na Łużnikach odbyły się kolejne zawody o "Nagrodę Centralnego Automotoklubu DOSAAF" w którym Egīls Jansons zajął w finale 3. miejsce.
W 1962 roku, kiedy ustanowiono rozgrywki o drużynowe mistrzostwo Związku Radzieckiego, wobec faktu nieposiadania toru żużlowego w Rydze nie powstała drużyna ligowa, toteż kontynuujący żużlową karierę Egīls Jansons w latach 1962–63 reprezentował Kalev Tallinn, zaś w latach 1964–65 Iskrę Dyneburg. Rygę w inauguracyjnych indywidualnych mistrzostwach Łotewskiej SRR w 1965 r. reprezentował Boris Kułakiewicz, a rok później Stanisław Armand.

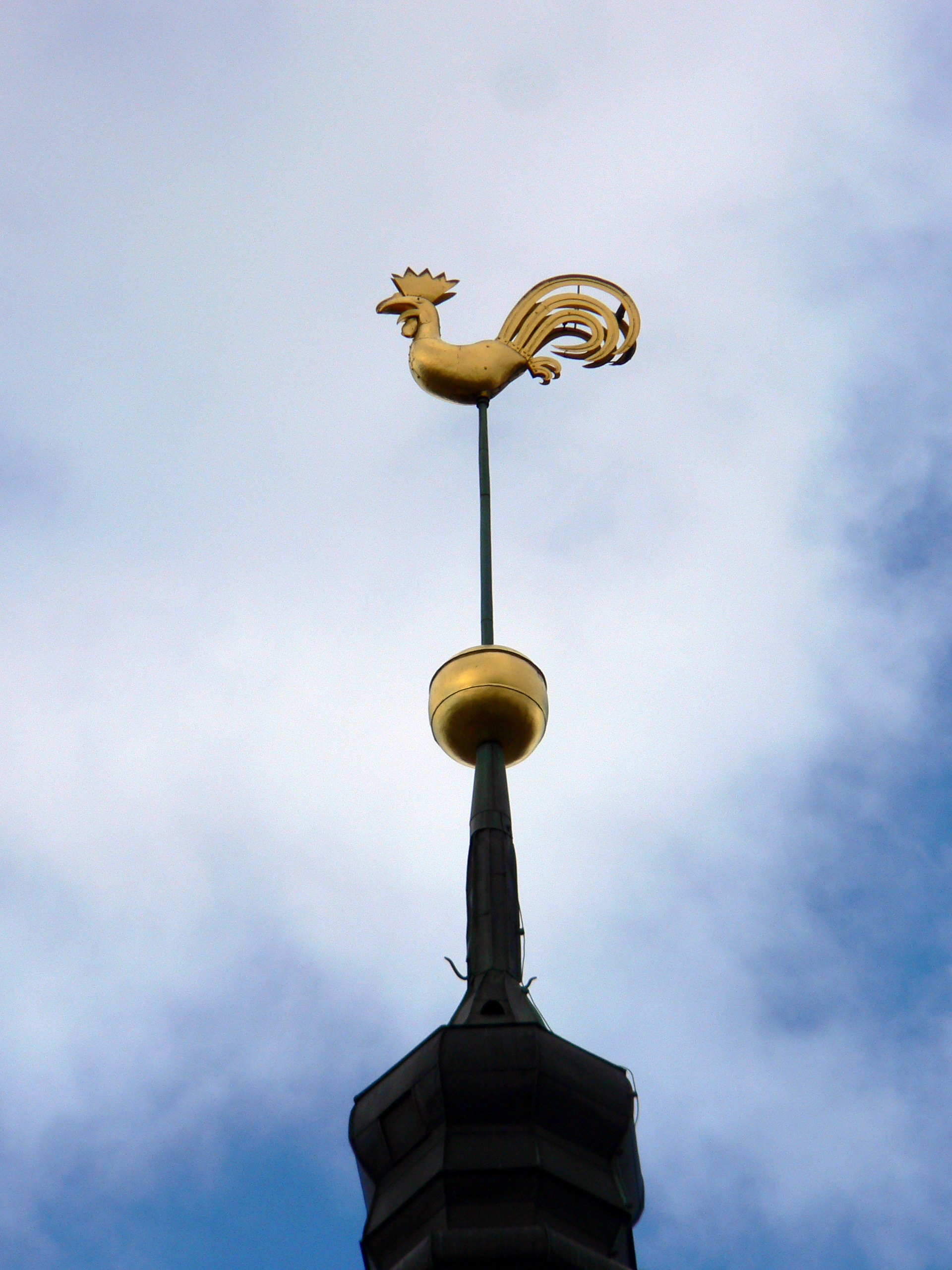
Wizerunek koguta na iglicy katedry w Rydze był symbolem ryskiego zespołu

### Powstanie klubu i występy w lidze radzieckiej
Powstanie stadionu żużlowego w stolicy Łotwy związane było z rozwojem kompleksu sportów motorowych Biķernieki. Po budowie kolejnych torów: wyścigowego, kartingowego i motocyklowego, rozpoczęto budowę stadionu dla motoball (piłka motocyklowa), wraz z torem żużlowym. Poza miejscowymi działaczami Eduardsem Kiope – dyrektorem kompleksu, Valdisem Otto – trenerem sportów motocyklowych i Egīlsem Jansonsem – żużlowcem, w pomoc w budowie toru zaangażowani byli Władimir Karniejew, nazywany ojcem radzieckiego żużla, oraz działacze Lokomotivu Dyneburg, Dmitrij Drinbincew i Rihards Podžuks.
Pierwsze zawody na nowym torze, turniej o nagrodę "Biķernieki", odbyły się 9 października 1976 roku. Udział w nich brali zawodnicy Lokomotivu Dyneburg, Kalevu Tallinn, oraz reprezentanci gospodarzy: adepci szkółki żużlowej tacy jak Arvīds Vītols, czy Guntis Birzaks, ale również mistrzowie innych sportów motocyklowych – Ivars Blūmfelds, Vadims Šilovs i Roberts Lončs. Całe podium zajęli zawodnicy Lokomotivu, wygrał Siergiej Dowżenko, przed Anatolijem Kuźminem i Olegiem Isajewem. Dzień później odbyły się indywidualne mistrzostwa Łotewskiej SRR, które wygrał Kuźmin, przed Dowżenką i Wadimem Wolskim. Gospodarzem indywidualnych mistrzostw Łotewskiej SRR Ryga była także w latach 1977, 1982–1986, 1988, a w latach 1990–1994 mistrzostw niepodległej Łotwy. Żadnemu z ryskich żużlowców nie udało się jednak stanąć na najwyższym stopniu podium. Na jego niższych stopniach stawali: Guntis Birzaks – srebro (1980, 1984), Arvīds Vītols – brąz (1980), Aivars Zemžans – srebro (1988) i brąz (1984), oraz Normunds Dobums – srebro (1990) i brąz (1988, 1992).
Począwszy od 1979 zespół z Rygi rozpoczął starty w radzieckiej lidze żużlowej, pod nazwą "Rigatrans", od zrzeszenia transportowego, które zostało sponsorem klubu. Na klubowych plastronach zagościł ryski kogut, figura wieńcząca iglicę miejscowej katedry. Drużyna występowała w drugiej klasie rozgrywkowej tj. Pierwoj lidze w jej pierwszej strefie, w której startował także drugi łotewski zespół Lokomotiv Dyneburg, rosyjska Strieła Łuchowicy, oraz kluby ukraińskie: Łtawa Połtawa, Woschod Wozniesieńsk, Szachtar Czerwonogród i Sygnał Równe. W pierwszym sezonie startów zespół zajął 3 miejsce. Rezultat ten udało się powtórzyć rok później, w rozgrywkach brało wtedy 5 drużyn, oprócz Woschodu, Szachtara i Sygnału, startował także Montażnik Tiumeń. Lepszy wynik udało się osiągnąć w 1981 roku, kiedy Rigatrans zajął 2. miejsce, ulegając jedynie Donbassowi Donieck.
Po upadku przedsiębiorstwa Rigatrans, w 1982 roku nowym sponsorem klubu został trust budowlany Lattjumeṇdorstroj zajmujący się budową dróg i mostów prowadzących do pól naftowych w obwodzie tiumeńskim, toteż zespół przyjął nazwę Ceļinieks (pol. drogowiec). Pod nową nazwą zespół zajął ostatnie, piąte miejsce w swojej grupie. W kolejnych sezonach, 1983 i 1984, Ceļinieks zajął odpowiednio 2. i 3. miejsce. Dopiero w 1985 roku, drużyna wygrała rozgrywki 1. strefy i awansowała do rundy finałowej rozgrywanej na domowym stadionie. Rywalami byli zwycięzcy pozostałych stref Pierwoj ligi: Junost' Czerkiesk i Trud Mieleuz. Pomimo atutu własnego toru Ceļinieks przegrał oba spotkania i nie uzyskał awansu do Wyższej Ligi. W kolejnym sezonie, ze względu na przebudowę stadionu drużyna rozgrywała swoje mecze na stadionie żużlowym w Dyneburgu. Właśnie podczas rozgrywanego tam meczu 5 maja 1986 r., w którym rywalem Ceļinieksu był Szachtar Czerwonogród, drużynę spotkała tragedia, bowiem debiutujący w niej Estończyk, Meelis Helm, podczas 13. biegu szczepił się motocyklem z rywalem, na skutek czego uderzył w bandę, wyłamując ją i miażdżąc kask. Zmarł w drodze do szpitala z powodu ciężkich obrażeń twarzoczaszki. Sezon 1986 ryżanie zakończyli na 2. miejscu, a na skutek reorganizacji rozgrywek ligowych w kolejnych latach startowali w klasie "B" Pierwszej ligi, będącą trzecim poziomem rozgrywkowym. na skutek rozpadu ZSRR Lattjumeṇdorstroj wycofał się z dalszego sponsorowania drużyny, dlatego też nie przystąpiła ona do ostatniego sezonu ligi radzieckiej w sezonie 1991.

### Zanik i odrodzenie klubu w niepodległej Łotwie
Pod koniec lat 80. (rozpad ZSRR) sytuacja finansowa kompleksu Biķernieki zaczęła podupadać. Ryscy zawodnicy startowali w zawodach o indywidualne i parowe mistrzostwo kraju oraz organizowanym w latach 1992–1993 Pucharze Bałtyku. 22 czerwca 1994 roku zorganizowano mecz w którym zmierzyły się reprezentacja Łotwy i reprezentacja WNP. Kolejne spotkanie w podobnej formule, rozegrano dopiero po 8 latach, po odnowieniu zapuszczonego toru żużlowego (z inicjatywy m.in. Kasparsa Gintersa, byłego zawodnika żużlowego).
| 10 sierpnia 2002 | Reprezentacja Łotwy na żużlu | 42:34 | Reprezentacja rosyjskiej ligi żużlowej | Stadion żużlowy Biķernieku kompleksā sporta bāze Widzów: około 2500 |
| 10 sierpnia 2002 | Vladimirs Voronkovs 13 (5 biegów) Nikolajs Kokins 6 (4 biegi) Andrejs Koroļevs 6 (4 biegi) Deniss Popovičs 6 (3 biegi) Leonids Paura 5 (4 biegi) Aleksandrs Bizņa 3 (2 biegi) Aleksandrs Ivanovs 2 (1 bieg) Ķasts Puodžuks 1 (3 biegi) | 42:34 | Ihor Marko 10 (4 biegi) Ołeksandr Latosinski 7 (4 biegi) Roman Kaszyrin 6 (5 biegów) Rinat Mandraszyn 5 (3 biegi) Witalij Matwiejew 3 (3 biegi) Oleg Judachin 2 (4 biegi) Radik Tibiejew 1 (3 biegi) | Stadion żużlowy Biķernieku kompleksā sporta bāze Widzów: około 2500 |

Trwały powrót żużla do Rygi związany był z przyznaniem prawa do organizacji turnieju Grand Prix Łotwy. Dzięki zaangażowaniu środków rządowych i sponsorom, wyremontowano zrujnowany obiekt, a rok później zainaugurowano szkółkę żużlową. Jej pierwszymi wychowankami, którzy zakontraktowani zostali na występy w polskiej lidze żużlowej w sezonie 2019 w barwach klubu Lokomotīve Dyneburg, byli Rudolfs Sproģis, Ričards Ansviesulis, Kristers Lumanis i Francis Gusts. Równocześnie w latach 2018–2020 ryski klub występował w rozgrywkach Baltic Speedway League oraz w lidze fińskiej w sezonie 2019, w której zajął 6. miejsce spośród ośmiu drużyn.

## Kadra
W 2022 roku zawodnikami klubu występującymi w zawodach krajowych i międzynarowych byli Francis Gusts, Ricards Ansviesulis i Ernest Matiuszonok. W zawodach niższych pojemności trenują tacy zawodnicy jak Damirs Filimonovs, Jekabs Gusts, Kristians Murnieks i Andžejs Smulkevičs.
Zawodnicy występujący w rozgrywkach Baltic Speedway League w sezonie 2020.
| Kat.    | Żużlowiec           |
| ------- | ------------------- |
| 500 cm³ | Francis Gusts       |
| 500 cm³ | Ričards Ansviesulis |
| 500 cm³ | Rudolfs Sprogis     |
| 125 cm³ | Maksims Ginko       |
| 125 cm³ | Jekabs Gusts        |
| 125 cm³ | Damirs Filimonovs   |
| 125 cm³ | Kristians Murnieks  |

Zawodnicy występujący w rozgrywkach Speedwayn SM-liiga w sezonie 2019. Ponadto w kadrze klubu w tych rozgrywkach znaleźli się Kristers Lumanis i Rudolfs Sprogis, nie wystąpili jednak w żadnym ze spotkań. Menedżerem zespołu był Antoni Kusels.
| Kat. | Żużlowiec           |
| ---- | ------------------- |
| J    | Ricards Ansviesulis |
| J    | Mattias Blom        |
| S    | Rusłan Biktimirow   |
| J    | Ernests Matjušonoks |
| S    | Danił Zielenski     |

## Grand Prix
W 2014 roku na macierzystym stadionie Biķernieki planowano rozegranie Grand Prix Łotwy, jednego z finałów indywidualnych mistrzostw świata. Zawody nie doszły do skutku ze względu na niekorzystne warunki pogodowe i przeniesione zostały do Dyneburga.
Po raz kolejny Rydze przyznano prawo organizacji Grand Prix w sezonie 2023.